# سوریک پوغوسیان
سوریک سیسراکی پوغوسیان (ارمنی: Սուրիկ Սիրակի Պողոսյան؛ زادهٔ ۲۱ آوریل ۱۹۵۷) یک مهندس و سیاستمدار اهل ارمنستان است که از تاریخ ۲۰۰۷ تا تاریخ ۲۰۱۲ سمت نمایندگی دوره چهارم مجلس ملی جمهوری ارمنستان را برعهده داشت.

## زندگی‌نامه
در ۲۱ آوریل ۱۹۵۷ در سارچاپت به دنیا آمد و از انستیتو دام‌پروری و دام‌پزشکی ایروان فارغ‌التحصیل شد. 